# パメラ・アンダーソン
パメラ・デニス・アンダーソン（Pamela Denise Anderson、1967年7月1日 - ）は、カナダ出身のモデル、女優。

## 来歴
高校卒業後、バンクーバーでフィットネス・インストラクターとして働いていた。1989年のある日、友人とフットボールの試合を見に行った時、試合中にスタジアムの大きなスクリーンに彼女が映し出され、その美しさが注目されてフィールドに呼ばれ、観客からの声援を受けた。その時、カナダのビール会社Labatt Brewing社のTシャツを着ており、これがきっかけでLabatt Brewing社のコマーシャル出演契約を結ぶ。この広告は非常に人気で、すべてのバーに、ポスターが掲示されるようになった。同年、PLAYBOY誌グラビア出演を決め、プレイメイトになると共に表紙を飾る。
その後ロサンゼルスに移り、豊胸手術を受け、シチュエーション・コメディに出演。1992年からはヒットシリーズ『ベイウォッチ』にレギュラー出演する。
2004年5月、アメリカ市民権を取得。

## 人物
アニマルライツ系のベジタリアンで、化粧品会社の動物実験反対・毛皮反対などの動物保護活動を積極的に行っている。PETAの支持者であり、2006年6月にロンドンメイフェア地区のステラ・マッカートニーの旗艦店で行われたPETAの授賞式で、賞を受け取った後、「Skin Than Wear」という横断幕を掲げたショーウィンドウにヌードで立つというパフォーマンスを行った。また、2015年には同団体の広告でもヌードになっている。
アメリカ軍に協力をし、戦場の兵士を慰問していたりもする。

### 交際・結婚歴
- 1995年、モトリー・クルーのドラマー、トミー・リーと結婚、息子2人を（ブランドン、ディラン）もうけたが1998年に離婚。
- 2006年、歌手のキッド・ロックと結婚するも4ヶ月目で離婚調停となり、その後離婚[5]。
- 2007年、パリス・ヒルトンの元彼で15年来の友人である映画プロデューサーのリック・ソロモンと結婚[6]。しかし、わずか2ヶ月で離婚を申請。申請後も2人で仲良く過ごす姿が目撃されていたが、離婚をほのめかし、今度は婚姻取り消しの申請をした[7]。2015年2月に再度離婚申請し、5月に離婚成立[8]。
- 2020年1月20日、ジョン・ピーターズ (映画プロデューサー)と結婚式を挙げたが婚姻届は提出せず、12日後に破局した。

## 主な出演作品

### 映画
- ビバリーヒルズを乗っ取れ!（1991年）
- 硝子のバラ/股間に香る殺意　Snapdragon（1993年）
- バーブ・ワイヤー/ブロンド美女戦記（1996年）※ゴールデンラズベリー賞新人賞受賞
- 最'狂'絶叫計画（2003年）
- ボラット 栄光ナル国家カザフスタンのためのアメリカ文化学習（2006年）
- ダブル・ブロンド（2007年）
- シティーハンター THE MOVIE 史上最香のミッション （2019年）

### テレビドラマ
- ベイウォッチ (1992～1997年) - C.J.パーカー役
- V.I.P.（en:V.I.P、1998年～2002年）※主人公バレリー・アイアンズ役
- ストリッパレラ (en:en:Stripperella、2003-2004年) - ストリッパレラ